# زبایونی
زابایونه (ایتالیایی: Zabaione) یک دسر یا نوشیدنی ایتالیایی است. این دسر با استفاده از زرده تخم مرغ، شکر و شراب شیرین تهیه می‌شود. برخی در آن از کنیاک استفاده می‌کنند. زابلیونی نوعی کاستارد رقیق است که حاوی مقادیر زیادی کف است. از دههٔ ۶۰ میلادی در رستوران‌های آمریکا که دارای جمعیت زیادی از ایتالیایی‌ها هستند، زابلیونی به همراه توت فرنگی، بلوبری، هلو و غیره سرو می‌شود. در فرانسه این دسر سابایون sabayon نامیده می‌شود.